# Armadillidium speyeri
Armadillidium speyeri är en kräftdjursart som beskrevs av Jackson 1923. Armadillidium speyeri ingår i släktet Armadillidium och familjen klotgråsuggor. Utöver nominatformen finns också underarten A. s. jacksoni.